# درخت قطاب

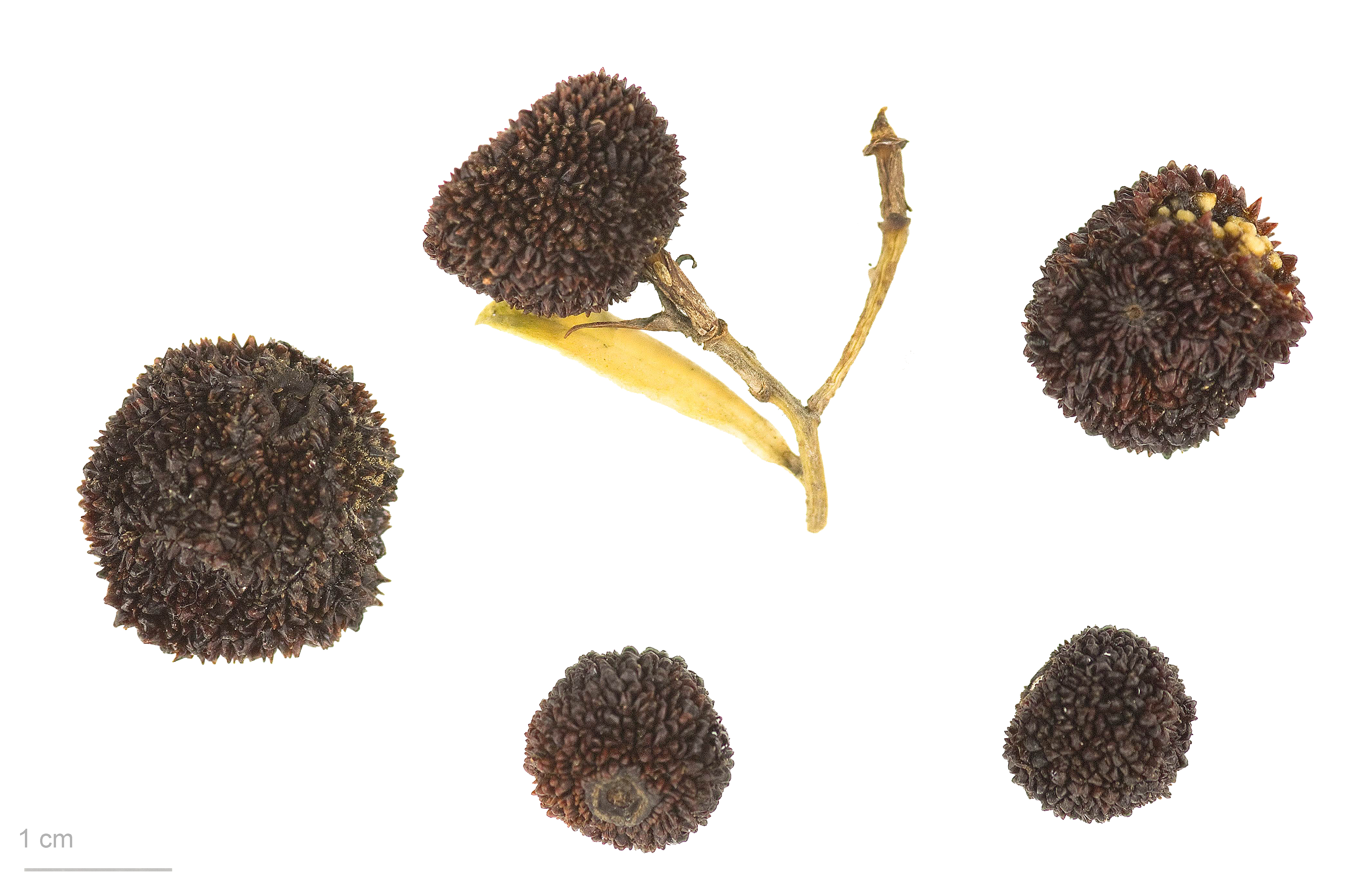

درخت قطاب یا مادرونیو یا آربوس (نام علمی: Arbutus unedo) ،یک درخت نسبتاً کوچک یا در اصل یک بوته همیشه سبز از خانواده خلنگیان سرده بج است که بومی نواحی مدیترانه و شمال غرب اروپا تا غرب فرانسه و ایرلند است. از آنجا که این درخت در جنوب غربی ایرلند نیز پیدا می‌شود گاه به آن درخت توت‌فرنگی ایرلندی هم می‌گویند. با وجود این که مادرونیو یا همان درخت قطاب در فهرست سرخ اتحادیه جهانی حفاظت از طبیعت و منابع طبیعی در رده حداقل نگرانی قرار دارد.